# تشارلي غراسي
تشارلي غراسي (بالإنجليزية: Charlie Gracie)‏ هو عازف قيثارة ومغني أمريكي، ولد في 14 مايو 1936 في فيلادلفيا في الولايات المتحدة.

## وصلات خارجية
- الموقع الرسمي
- تشارلي غراسي على موقع IMDb (الإنجليزية)
- تشارلي غراسي على موقع ميوزك برينز (الإنجليزية)
- تشارلي غراسي على موقع ديسكوغز (الإنجليزية)
- تشارلي غراسي على موقع قاعدة بيانات الفيلم (الإنجليزية)